# Nicolás Tivani
Germán Nicolás Tivani Pérez (* 31. Oktober 1995 in San Juan) ist ein argentinischer Radrennfahrer.

## Sportlicher Werdegang
Als Jugendlicher praktizierte Tivani zunächst Rollhockey, bevor er dem Beispiel seines Vaters und seines älteren Bruders folgend den Radsport aufnahm. Als Junior gewann Tivani 2012 die argentinische Meisterschaft im Straßenrennen. Er erwarb sich den Spitznahem El Ardilla („Eichhörnchen“) und war von 2014 bis 2016 mehrfach Stipendiat am Centre Mondial du Cyclisme.
2017 wurde er vom italienisch-bulgarischen Team Unieuro Trevigiani-Hemus 1896 unter Vertrag genommen, für die er mehrere Siege bei kleineren Rennen in Europa erzielte. Zudem war er bei den Landesmeisterschaften und den Panamerika-Meisterschaften in der U23 erfolgreich.
In der zweiten Jahreshälfte 2018 wurde er Stagiaire bei UAE Team Emirates. Seine Hoffnungen auf einen Anschlussvertrag mit einem UCI WorldTeam erfüllten sich aber nicht, so dass er sich bei dem argentinischen Kontinentalteam Agrupación Virgen de Fátima verdingte und wieder auf Rennen in Südamerika konzentrierte. Die Corona-Pandemie machte internationale Rennen in Südamerika von März 2020 bis Ende 2021 unmöglich, Tivani konnte sich jedoch bei zahlreichen Veranstaltungen des nationalen Kalenders auszeichnen. 2022 hatte er den Gewinn zweier argentinischer Rundfahrten und Podiumsplatzierungen bei den argentinischen Meisterschaften zu verzeichnen.
Auf diese Weise gelang ihm 2023 die Rückkehr nach Europa bei Corratec, einem italienischen ProTeam. Er holte die Silbermedaille bei den Panamerika-Meisterschaften, aber seine geplante Teilnahme am Giro d’Italia 2023 scheiterte an Visaproblemen; dies wäre seine erste Teilnahme an einem WorldTour-Rennen gewesen. Da Corratec seinen Vertrag nicht verlängerte, ging er für 2024 zum portugiesischen Kontinentalteam Aviludo-Louletano-Loulé Concelho. Für dieses gewann er eine Etappe und die Punktewertung der Portugal-Rundfahrt. Im Jahr 2025 setzte er sich zudem in der Bergwertung der Algarve-Rundfahrt durch.
Neben seiner Straßenkarriere war Tivani auch gelegentlich im Bahnradsport tätig und gewann Titel und Medaillen bei argentinischen Meisterschaften und den Südamerikaspielen 2022.

## Erfolge

### Straße
2012
 Argentinischer Meister – Straßenrennen (Junioren)
2016
eine Etappe Tour de San Luis
eine Etappe Marokko-Rundfahrt
2017
 Argentinischer Meister – Straßenrennen, Einzelzeitfahren (U23)
 Panamerika-Meisterschaften – Straßenrennen (U23)
 Panamerika-Meisterschaften – Einzelzeitfahren (U23)
eine Etappe und Nachwuchswertung Bulgarien-Rundfahrt (Nord)
Nachwuchswertung Bulgarien-Rundfahrt (Süd)
Ruota d’Oro
2018
Punktewertung Tour of Mersin
Gesamtwertung und eine Etappe Serbien-Rundfahrt
2019
eine Etappe Vuelta a San Juan
zwei Etappen Vuelta Ciclista del Uruguay
2022
Gesamtwertung und zwei Etappen Vuelta del Porvenir San Luis
Gesamtwertung, zwei Etappen und Punktewertung Vuelta a Formosa Internacional
2023
 Panamerika-Meisterschaften – Straßenrennen
Cupa Max Ausnit
2024
eine Etappe und Punktewertung Portugal-Rundfahrt
2025
Bergwertung Algarve-Rundfahrt

### Bahn
2019
 Argentinischer Meister – Mannschaftsverfolgung (Rubén Ramos, Laureano Rosas et Adrián Richeze)
2022
 Südamerikaspiele – Madison (mit Tomas Contte)
 Südamerikaspiele – Mannschaftsverfolgung (mit Tomas Contte, Marcos Méndez und Rubén Ramos)